# هنری آنیر
هنری آنیر (استونیایی: Henri Anier؛ زادهٔ ۱۷ دسامبر ۱۹۹۰) بازیکن فوتبال اهل استونی است.
از باشگاه‌هایی که در آن بازی کرده‌است می‌توان به باشگاه فوتبال سمپدوریا، باشگاه فوتبال مادرول، باشگاه فوتبال هیبرنین، باشگاه فوتبال فردریکستاد، باشگاه فوتبال وایکینگ، باشگاه فوتبال فلورا تالین، باشگاه فوتبال داندی یونایتد، و باشگاه فوتبال ارتسگبیرگ آئو اشاره کرد.
وی همچنین در تیl ملی فوتبال استونی بازی کرده‌است.